# George Clark
George Clark (ur. 22 marca 1890 roku w Tulsie, zm. 17 października 1978 roku w Fort Worth) – amerykański kierowca wyścigowy.

## Kariera
W swojej karierze Clark startował głównie w Stanach Zjednoczonych w Grand Prix Stanów Zjednoczonych oraz w mistrzostwach AAA Championship Car oraz towarzyszącym mistrzostwom słynnym wyścigu Indianapolis 500. W drugim sezonie startów, w 1912 roku  z dorobkiem 55 punktów uplasował się na 35 pozycji w końcowej klasyfikacji kierowców. Rok później jako dziesiąty dojechał do mety Indy 500. W mistrzostwach AAA był 46.